# Tyler Challenger 2001
Il Tyler Challenger 2001 è stato un torneo di tennis facente parte della categoria ATP Challenger Series nell'ambito dell'ATP Challenger Series 2001. Il torneo si è giocato a Tyler (Texas) negli Stati Uniti dal 5 all'11 novembre 2001 su campi in cemento.

## Vincitori

### Singolare
Noam Okun ha battuto in finale  Vince Spadea con il punteggio di 7–5, 6–2

### Doppio
Stephen Huss /  Paul Rosner hanno battuto in finale  Mardy Fish /  Jeff Morrison con il punteggio di 6–4, 6–2